# Lagune de Pórto Lágos
La lagune de Pórto Lágos (grec moderne : Λιμνοθάλασσα Πόρτο Λάγους) est une lagune de la mer de Thrace, située en Thrace occidentale, au nord-est de la Grèce.
Le lac Vistonída, situé au nord de la lagune, rejoint la mer de Thrace en passant par cette dernière. La lagune, ainsi que le lac, font partie du parc national de Macédoine-Orientale-et-Thrace. Les plans d'eau constituent une zone importante pour les oiseaux. Le village de Pórto Lágos est situé à l'ouest de la zone lagunaire. Les petites îles situées au centre de la lagune abritent un monastère dédié à Saint Nicolas (Ágios Nikólaos) et une église dédiée à la Vierge Marie (Panagía Pantánassa),.

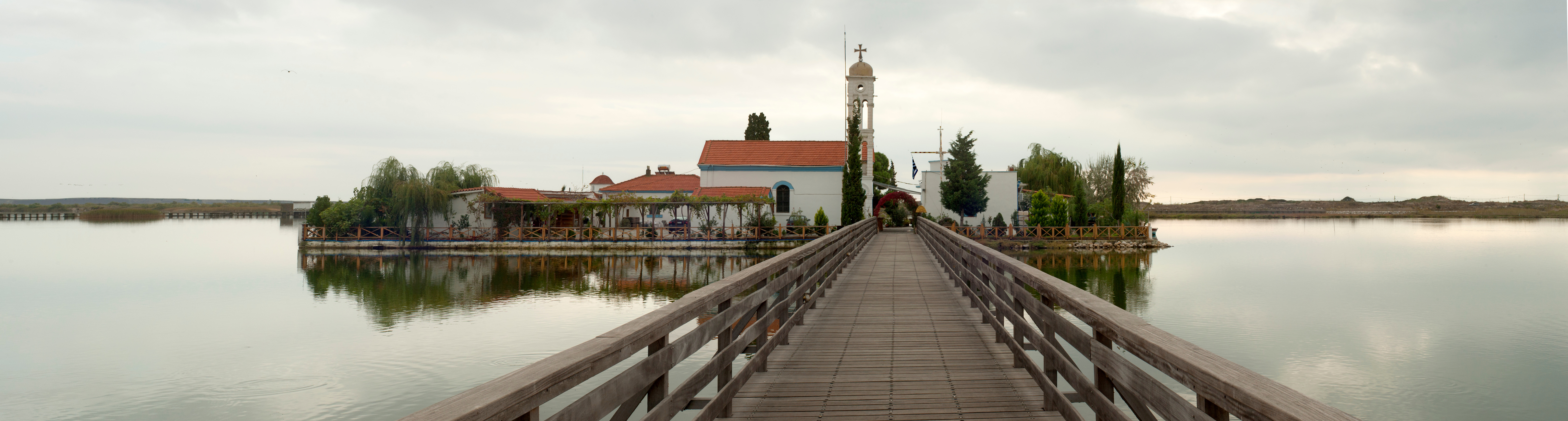
Vue du monastère de Saint-Nicolas (Ágios Nikólaos) sur l'île lagunaire.